# Magnolia praecalva
Espèce
Synonymes
- Pachylarnax praecalva Dandy

Statut de conservation UICN

 DD  : Données insuffisantes
Magnolia praecalva est une espèce de plantes à fleurs de la famille des Magnoliaceae. C'est un arbre trouvé en Asie du Sud-Est en incluant Sumatra.

## Description
C'est un arbre.

## Répartition et habitat
L'espèce est trouvée du sud de l'Indochine à l'ouest de Sumatra.
Elle pousse en milieu tropical humide. 